# Cirolana australiense
Cirolana australiense är en kräftdjursart som beskrevs av Hale 1925. Cirolana australiense ingår i släktet Cirolana och familjen Cirolanidae. Inga underarter finns listade i Catalogue of Life.